# Salle Taets
Salle Taets ('Zaal Taets') was een galerie in de Belgische stad Gent.

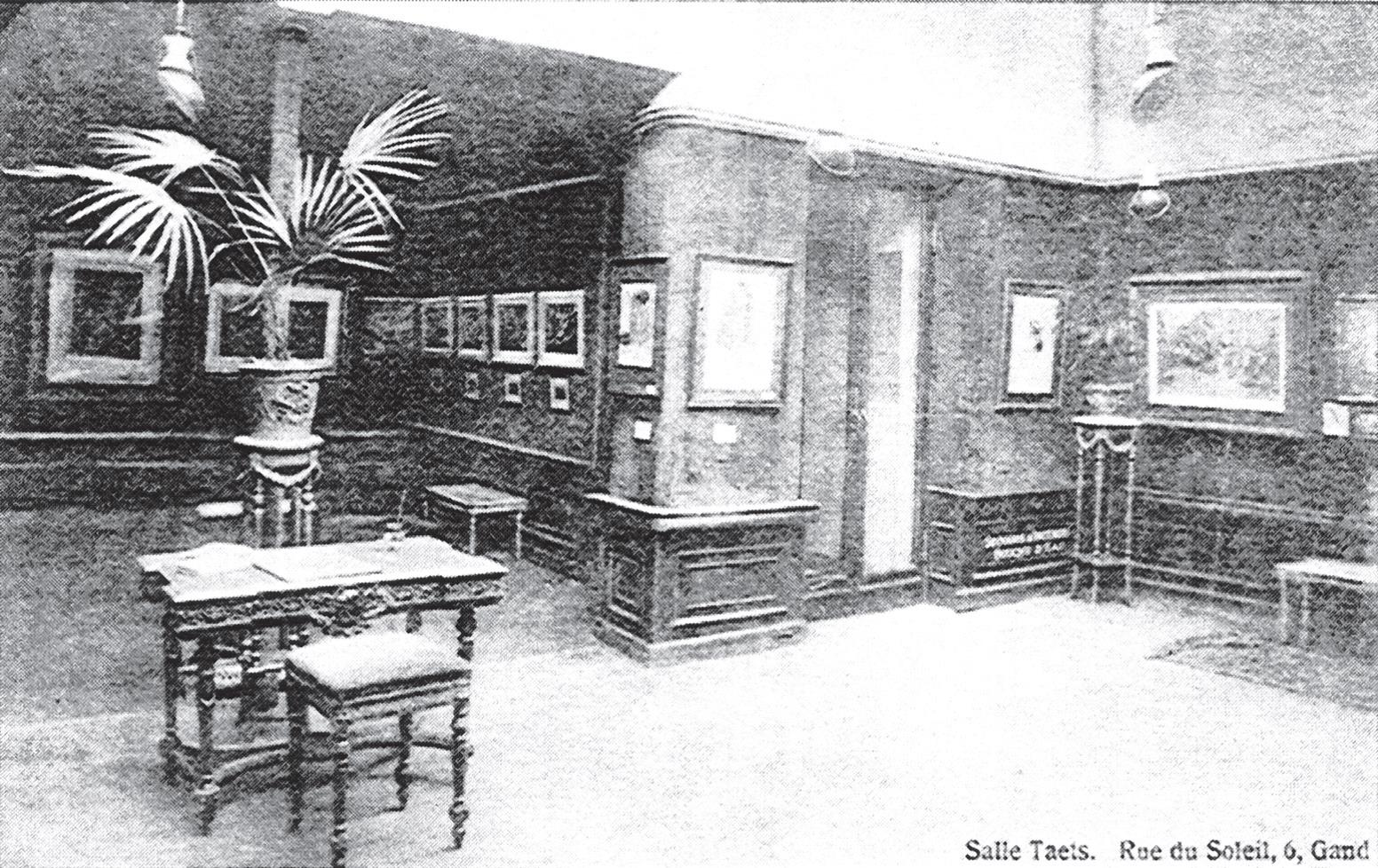
Kunstgalerij Taets Gent rond 1916

## Historie
Salle Taets opende in 1911 en bleef actief tot ver in het interbellum. Het adres was Zonnestraat 6, doch verhuisde later naar de Kouter. Het zou de eerste echte galerie geweest zijn binnen Gent. Heel wat Gentse kunstenaars exposeerden er individueel of met twee of drie. Frans was er de voertaal.

## Uit het palmares
- 1914: Léon De Smet, Albert Saverys, Alfons De Cuyper
- 1916: Anna De Weert, Karel Van Belle
- 1917: Geo Verbanck, Cécile Cauterman, Karel Van Belle, Evarist De Buck, Hélène De Reuse
- 1918: George Minne, Albert Saverys, Leon Sarteel, Hélène De Reuse
- 1919: Marie-Anne Tibbaut
- 1921: Jules Van de Veegaete
- 1922: Charles Viane en Médard Verburgh
- 1928: Emile Rommelaere
- 1929: Emile Rommelaere, Edmond De Maertelaere
- 1930: Edmond De Maertelaere
- 1932: Emile Rommelaere, Edmond De Maertelaere
- 1933: Kunstsalon met onder anderen Georges De Sloovere
- 1934: Emile Rommelaere

- onbekend jaartal: Emile Clerico

- Bijna jaarlijks stelden de Gentse bloemenschilderessen Flore en Valérie Geleedts er tentoon, alsook de Gentse symbolist Jan Frans De Boever van 1911 tot 1939.